# Solvalla Grand Prix
Solvalla Grand Prix är ett travlopp för fyraåriga varmblodiga hästar som körs på Solvalla i Stockholm, Sverige, under hösten varje år. Det är ett Grupp 2-lopp, det vill säga ett lopp av näst högsta internationella klass.
Första upplagan av Solvalla Grand Prix kördes den 17 december 1961 över 2600 meter med autostart. Sedan 1982 års upplaga har loppet körts över 2140 meter med autostart. Förstapris är 400 000 kronor.
De 12 hästar som intjänat mest pengar i Solvallaseriens nio försök samt i uttagningsloppen till Grand Prix l’UET startar i Solvalla Grand Prix.

## Vinnare
| År   | Häst             | Tid    | Kusk                   | Tränare                | Tvåa              | Trea               |
| ---- | ---------------- | ------ | ---------------------- | ---------------------- | ----------------- | ------------------ |
| 2022 | Karat River      | 1.12,9 | Johan Untersteiner     | Johan Untersteiner     | Asteroid          | Sourire Frö        |
| 2021 | Selected News    | 1.12,3 | Magnus A. Djuse        | Hans-Owe Sundberg      | Readly Lavec      | Zeolit             |
| 2020 | Aetos Kronos     | 1.11,6 | Magnus A. Djuse        | Jerry Riordan          | Ecurie D.         | Power              |
| 2019 | Im Your Captain  | 1.11,8 | Jorma Kontio           | Stefan Melander        | Evaluate          | Flight Dynamics    |
| 2018 | Hard Times       | 1.12,7 | Ulf Ohlsson            | Ola Åsebö              | Eldorado B.       | Output Pressure    |
| 2017 | Cyber Lane       | 1.12,1 | Johan Untersteiner     | Johan Untersteiner     | Dartagnan Sisu    | Diamanten          |
| 2016 | Workout Wonder   | 1.12,7 | Tommi Kylliäinen       | Jarno Kauhanen         | In Vain Sund      | Globalsatisfaction |
| 2015 | Nuncio           | 1.12,2 | Stefan Melander        | Stefan Melander        | Daley Lovin       | Explosive de Vie   |
| 2014 | Riff Kronos      | 1.12,1 | Veijo Heiskanen        | Veijo Heiskanen        | Charrua Forlan    | Västerbo Loveboat  |
| 2013 | Digital Ink      | 1.12,7 | Ulf Ohlsson            | Stefan Melander        | Magic Tonight     | Indigious          |
| 2012 | Vincennes        | 1.12,5 | Ulf Ohlsson            | Sören Lennartsson      | On Track Piraten  | Disco A.E.         |
| 2011 | Aisle Stand      | 1.13,2 | Claes Sjöström         | Claes Sjöström         | Global Money      | Haraldinho         |
| 2010 | Juggle Face      | 1.14,0 | Hans-Owe Sundberg      | Lutfi Kolgjini         | I Won't Dance     | Dileva Käll        |
| 2009 | Nu Pagadi        | 1.12,3 | Erik Adielsson         | Stig H. Johansson      | Noras Bean        | Yield Boko         |
| 2008 | Adrian Chip      | 1.13,6 | Robert Bergh           | Robert Bergh           | Caesar Sånna      | Evidence Ås        |
| 2007 | Dig For Dollars  | 1.15,1 | Jim Oscarsson          | Jim Oscarsson          | Beanie M.M.       | Simb Luke          |
| 2006 | Smashing Klipp   | 1.13,7 | Hans-Owe Sundberg      | Hans-Owe Sundberg      | D.J.Seabrook      | Bambino Banker     |
| 2005 | Intoxicated      | 1.14,3 | Örjan Kihlström        | Stefan Hultman         | Passionate Kemp   | Citation           |
| 2004 | Opal Viking      | 1.14,7 | Jorma Kontio           | Nils Enqvist           | Lill Adolf        | Shaft              |
| 2003 | Naglo            | 1.14,2 | Örjan Kihlström        | Stefan Hultman         | Smashing Victory  | Magnetic Power     |
| 2002 | Perfect Sund     | 1.15,0 | Jorma Kontio           | Timo Nurmos            | Scarlet Knight    | Pegasus Boko       |
| 2001 | Abano As         | 1.14,2 | Stig H. Johansson      | Stig H. Johansson      | Brumal Hanover    | Facts of Life      |
| 2000 | B.W.T.Magic      | 1.14,4 | Ahti Antti-Roiko       | Matti Salmi            | Mighty Iron       | Rydens Sensation   |
| 1999 | Victory Tilly    | 1.14,5 | Stig H. Johansson      | Stig H. Johansson      | Sacred Spirit     | Maxi Ferrari       |
| 1998 | Kodac            | 1.15,4 | Sune L. Nilsson        | Sune L. Nilsson        | Happy Delvin      | Västerbo Fortune   |
| 1997 | Jupiter Hornline | 1.15,6 | Åke Svanstedt          | Åke Svanstedt          | Bex Pride         | Catwalk            |
| 1996 | Gentle Star      | 1.15,0 | Gunleif Tollefsen      | Gunleif Tollefsen      | Monster of Speed  | Cooltrain          |
| 1995 | Mr Spender       | 1.15,9 | Tony Olsson            | Olle Goop              | Gum Ball          | Mystical Agent     |
| 1994 | Zoogin           | 1.14,8 | Åke Svanstedt          | Åke Svanstedt          | Turnpike Taylor   | One Moment Later   |
| 1993 | Copiad           | 1.16,1 | Erik Berglöf           | Erik Berglöf           | Hitec Lou         | Pride Farming      |
| 1992 | Anders Crown     | 1.17,2 | Stig H. Johansson      | Stig H. Johansson      | Another Lord      | Bluesbreaker       |
| 1991 | Union Shark      | 1.15,7 | Stig H. Johansson      | Stig H. Johansson      | Sans Rival        | Born Quick         |
| 1990 | Bowspirit        | 1.16,0 | Lars Lindberg          | Lars Lindberg          | Flying Irishman   | Ego Play           |
| 1989 | Atas Fighter L.  | 1.16,2 | Anders Lindqvist       | Anders Lindqvist       | Power Chance      | Southern Newton    |
| 1988 | Franceska Star   | 1.17,2 | Karl Halvarsson        | Karl Halvarsson        | King Express      | Lord Able          |
| 1987 | Ata Star L.      | 1.16,1 | Tommy Hanné            | Tommy Hanné            | Cole Porter Song  | Straight Stud      |
| 1986 | Indus            | 1.16,0 | Lars Lindberg          | Lars Lindberg          | Ata Joe Montana   | Gloria Brodda      |
| 1985 | Hanzie V.        | 1.16,9 | Karl-Gösta Fylking     | Karl-Gösta Fylking     | Wibrantus         | Boel A.E.          |
| 1984 | Viroid           | 1.15,6 | Anders Lindqvist       | Barbro Lundin          | Big Star          | Boxcar Willie      |
| 1983 | Evita Broline    | 1.15,4 | Berndt Lindstedt       | Berndt Lindstedt       | The Onion         | Super Play         |
| 1982 | Diamant Gelj     | 1.16,5 | Gunnar Axelryd         | Gunnar Axelryd         | Senescal          | Meadow Debibo      |
| 1981 | Hot Line         | 1.18,2 | Berndt Lindstedt       | Berndt Lindstedt       | Ultimo H.         | Lep Curie          |
| 1980 | Mustard          | 1.17,5 | Sören Nordin           | Sören Nordin           | Pamir Brodde      | Dartster F.        |
| 1979 | Active Bowler    | 1.20,1 | Sören Nordin           | Sören Nordin           | Speedy Herman     | Laban Laylock      |
| 1978 | Kurre Bunter     | 1.23,2 | Bertil Erasmie         | Bertil Erasmie         | King Prophet      | Oktan Sund         |
| 1977 | Zorrino          | 1.19,3 | Tommy Hanné            | Tommy Hanné            | Älleman Frelinge  | Jam Jam            |
| 1976 | Wiretapper       | 1.18,6 | Sören Nordin           | Sören Nordin           | Keystone Sycamore | Vorsov             |
| 1975 | Keystone Liberty | 1.18,0 | Berndt Lindstedt       | Berndt Lindstedt       | V.I.P.            | Glim Scott         |
| 1974 | Paragon Hanover  | 1.18,4 | Berndt Lindstedt       | Olle Lindqvist         | Ixi Håleryd       | Chaco S            |
| 1973 | Judy Song        | 1.18,3 | Jan Nordin             | Sören Nordin           | Pelle J:r         | Desert Air         |
| 1972 | Elle             | 1.19,9 | Sten Helt              | Stig H. Johansson      | Shatter Ribb      | Pelle J:r          |
| 1971 | Lime Rodney      | 1.20,9 | Karl-Gustav Holgersson | Karl-Gustav Holgersson | Cirro             | O'Man              |
| 1970 | Frances Min      | 1.28,1 | Olle Lindqvist         | Olle Lindqvist         | Lady Ego          | Big Elma           |
| 1969 | Darren Hanover   | 1.21,5 | Berndt Lindstedt       | Håkan Wallner          | Yukon Deaner      | Seastar            |
| 1968 | Pall Frost       | 1.20,2 | Gunnar Nordin          | Gunnar Nordin          | Garcia            | Baron Gruff        |
| 1967 | Coalition        | 1.20,5 | Berndt Lindstedt       | Håkan Wallner          | Ever Star         | Monolog            |
| 1966 | Golden Will      | 1.22,2 | Berndt Lindstedt       | Håkan Wallner          | Allé              | Scotch Tender      |
| 1965 | Gavin            | 1.21,9 | Gösta Nordin           | Gösta Nordin           | Yrolaine          | Arctic Laylock     |
| 1964 | Cap Nibs         | 1.21,4 | Berndt Lindstedt       | Olle Persson           | Pecka Trickson    | Nibs Lain          |
| 1963 | Nixon            | 1.22,3 | Sören Nordin           | Sören Nordin           | Gay Gal           | Tamborito          |
| 1962 | Julienne         | 1.24,1 | Sören Nordin           | Sören Nordin           | Gay Boy           | Princess Trickson  |
| 1961 | Julienne         | 1.23,3 | Sören Nordin           | Sören Nordin           | Bertha Will       | Metro Star         |